# Sceloporus melanorhinus
Espèce
Statut de conservation UICN

 LC  : Préoccupation mineure
Sceloporus melanorhinus est une espèce de sauriens de la famille des Phrynosomatidae.

## Répartition
Cette espèce se rencontre :
- au Guatemala ;
- dans le sud du Mexique.

## Liste des sous-espèces
Selon The Reptile Database (26 février 2013) :
- Sceloporus melanorhinus calligaster Smith, 1942
- Sceloporus melanorhinus melanorhinus Bocourt, 1876
- Sceloporus melanorhinus stuarti Smith, 1948

## Publications originales
- Bocourt, 1876 : Note sur quelques reptiles du Mexique. Annales des sciences naturelles, Zoologie et biologie animale, ser. 6 , vol. 3, no 12, p. 1-4 (texte intégral).
- Smith, 1942 : Mexican herpetological miscellany. Proceedings of the United States National Museum, vol. 92, p. 349-395 (texte intégral).
- Smith, 1948 : A new race of the lizard Sceloporus melanorhinus from Guatemala. Natural History Miscellanea, vol. 20, p. 1-3.